# Законы богов и людей
«Законы богов и людей» (англ. The Laws of Gods and Men) — шестой эпизод четвёртого сезона фэнтезийного сериала «Игра престолов», и тридцать шестой во всём сериале. Сценарий к эпизоду написал Брайан Когман, а режиссёром стал Алик Сахаров. Премьера эпизода состоялась 11 мая 2014 года.

## Сюжет

### В Браавосе
Станнис (Стивен Диллэйн) и Давос (Лиам Каннингем) прибывают в Браавос, где их принимает Тихо Несторис (Марк Гэтисс) в Железном Банке. Он отклоняет просьбу Станниса в финансовой поддержке, отмечая у того отсутствие большой армии и провианта. Перед уходом Давос произносит пламенную речь о заслугах Станниса, указывая на то, что он человек дела, на его зрелый возраст и на его способности на поле битвы, и также указывает на преклонный возраст Тайвина Ланнистера и его слабых потенциальных преемников. Давос успешно берёт верх над Тихо, находит в городской терме в обществе проституток Салладора Саана (Лусиан Мсамати) и информирует его о том, что завтра они отплывают вместе.

### В Миэрине
Возле Миэрина один из драконов атакует стадо коз на глазах пастуха и его сына. Добившись приёма в числе других посетителей, крестьянин показывает Дейенерис (Эмилия Кларк) и её советникам мешок с обугленными костями козы, и она обещает заплатить ему тройную стоимость его коз. Как только он уходит, Хиздар зо Лорак (Джоэл Фрай) просит права похоронить останки его отца, так как он был один из миэринских господ, распятых по приказу Дейенерис. Лорак также указывает на то, что его отец выступал против распятия детей-рабов, но был убит благодаря «справедливости» Дейенерис. Она нехотя удовлетворяет его просьбу.

### В Дредфорте
Яра Грейджой (Джемма Уилан) вместе со своими солдатами приплывает и совершает набег на Дредфорт в отместку за то, что Рамси (Иван Реон) пытал Теона (Альфи Аллен) и сдирал кожу с его солдат. Яра находит Теона запертым на псарне вместе с собаками, но он не принимает её помощь, так как считает это новым обманом Рамси. Он также отказывается признавать своё подлинное имя, считая себя Вонючкой. До того как железнорождённые смогли убежать, Рамси и его люди загоняют их в угол и спускают на них собак. Вырвавшись к лодкам, Яра говорит своим людям, что Теон мёртв. Утром Рамси в награду даёт Вонючке принять ванну, после чего требует помощи в захвате Рва Кейлина.

### В Королевской Гавани
На собрании в Малом совете Тайвин (Чарльз Дэнс) сообщает советникам, что суд над Тирионом (Питер Динклэйдж) начнётся днём. Лорд Варис (Конлет Хилл) сообщает Тайвину, что Сандор «Пёс» Клиган был замечен в Речных землях, где убил королевских солдат, Ланнистер обещает награду за его голову. Варис также сообщает совету о завоевании Миэрина Дейенерис, и Тайвин решает принять меры, чтобы предотвратить начало её вторжения в Королевскую Гавань.
В темнице Джейме (Николай Костер-Вальдау) заковывает Тириона и ведёт его в тронный зал на суд за цареубийство. Король Томмен (Дин-Чарльз Чэпмен) отказывается вести суд, назначая судьями своего деда Тайвина, принца Оберина Мартелла (Педро Паскаль) и своего тестя лорда Мейса Тирелла (Роджер Эштон-Гриффитс). Несколько свидетелей были вызваны для обвинения, включая сира Мерина Транта (Иэн Битти), великого мейстера Пицеля (Джулиан Гловер), королеву-регентшу Серсею (Лина Хиди) и Вариса, все они дают показания в поддержку обвинения против Тириона, опуская действия Джоффри. В перерыве Джейме просит Тайвина пощадить Тириона, предлагая покинуть Королевскую гвардию и вернуться в Утёс Кастерли, чтобы быть наследником Тайвина. Тайвин соглашается, говоря Джейме, что он позволит Тириону присоединиться к Ночному Дозору после того, как его признают виновным в убийстве Джоффри, при условии, что он будет молить о пощаде.
По возвращении в суд, Тайвин вызывает следующего свидетеля, которым неожиданно для Тириона оказывается Шая (Сибель Кекилли). Она даёт ложные показания, говоря, что Тирион и Санса вместе спланировали убийство Джоффри, заявляя, что Санса хотела мести за смерть её отца, матери и брата. Она рассказывает о сексуальных желаниях Тириона, унижая его перед судом и людьми, пришедшими на королевский суд. Прежде чем она смогла продолжить, Тирион окончательно приходит в гнев и заявляет, что он желает «признаться». В своей речи сперва он набрасывается на людей Королевской Гавани за их неблагодарность после того, как он спас их от Станниса Баратеона в битве при Черноводной, не позволив убить их всех. Глядя на Тайвина, он отрицает причастность к убийству Джоффри, но признает, что жалеет, что не убил его, и обвиняет отца в том, что тот предал его суду за его карликовость. Он заканчивает, говоря, что отказывается быть осуждённым за преступление, которого он не совершал, и что боги будут решать его судьбу, требуя испытания поединком.

## Производство

### Сценарий

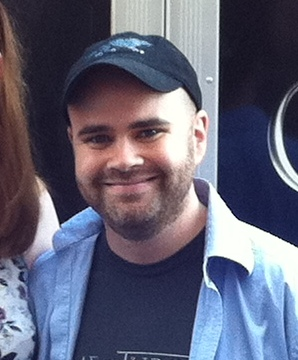
Ветеран сериала Брайан Когман написал сценарий к этому эпизоду.

Сценарий к «Законам богов и людей» написал Брайан Когман, основываясь на книге Мартина «Буря мечей». Главами, адаптированными из «Бури мечей», стали главы 66 и 70 (Тирион IX и Тирион X).

## Реакция

### Телерейтинги
Около 6.4 миллионов зрителей посмотрели «Законы богов и людей» в течение оригинального вещания.

### Реакция критиков
Эпизод получил всеобщее признание со стороны критиков, большинство рецензий выделили суд Тириона как изюминку эпизода, особенно похвалив представление Питера Динклэйджа. Эпизод получил рейтинг 95% на сайте Rotten Tomatoes на основе 38 отзывов, со средним рейтингом 9 из 10. Мэтт Фоулер из IGN назвал финальную сцену «одной из лучших вещей, которых делал Тирион за долгое время. Он позволил всей своей жизни полной ненависти сочиться из него как никогда раньше.»

### Награды
С связи с его номинацией, Питер Динклэйдж представил этот эпизод на премию «Эмми» за лучшую мужскую роль второго плана в драматическом сериале на 66-й церемонии вручения премии.
Эпизод выиграл премию «Эмми» за лучшую работу художника в фэнтезийном сериале.
| Год  | Награда                               | Категория                                                               | Номинант(ы)                                | Результат |
| ---- | ------------------------------------- | ----------------------------------------------------------------------- | ------------------------------------------ | --------- |
| 2014 | Прайм-таймовая премия «Эмми»          | Лучшая мужская роль второго плана в драматическом сериале               | Питер Динклэйдж за роль Тириона Ланнистера | Номинация |
| 2014 | Творческая премия «Эмми»              | Лучшая работа художника-постановщика в однокамерном фэнтезийном сериале | Дебора Райли, Пол Гирардани и Роб Кэмерон  | Победа    |
| 2015 | Премия отличия ADG в работе художника | Одно-часовой однокамерный фэнтезийный телесериал                        | Дебора Райли                               | Победа    |